# Mona Barthel
Mona Barthel (Bad Segeberg, 11 luglio 1990) è una tennista tedesca.

## Carriera

### 2007 - 2008
La prima partecipazione nel singolare in un torneo ITF avviene nel 2007 al torneo di Frinton, dove si ferma nei quarti di finale; il medesimo risultato arriva anche al torneo di Gausdal, dove esordisce anche nel doppio. A fine agosto raggiunge i quarti nel doppio anche al torneo di Wahlstedt. Il 2008 inizia con la semifinale raggiunta nel doppio al torneo di Amburgo, in coppia con Kristina Andlovic; a luglio raggiunge la prima finale in un torneo ITF a Frinton, perdendo contro Tara Moore. La settimana successiva, al torneo ITF di Gausdal, arriva in finale sia in singolare che nel doppio, ma non riesce ad ottenere nessun titolo. Nel mese di settembre tenta la qualificazione al torneo WTA di Stoccarda, ma perde al secondo turno di qualificazione. 

### 2009
Ad aprile tenta ancora la qualificazione al torneo WTA di Stoccarda ma senza riuscirci. Nel mese di giugno raggiunge la semifinale al torneo ITF di Kristinehamn nel doppio con Nadežda Samojlo e a luglio, al torneo ITF di Bruxelles, arriva in semifinale. Il medesimo risultato nel doppio lo ottiene anche al torneo ITF di Innsbruck con Anna Fitzpatrick. In chiusura d'anno raggiunge la semifinale nel singolare al torneo ITF di Shrewsbury.

### 2010
L'anno inizia subito molto bene con la vittoria del primo titolo ITF in singolare al torneo ITF di Wrexham battendo Anne Kremer. Alla fine del mese di febbraio arriva in finale al torneo ITF di Biberach, con Carmen Klaschka, ma ad aprile stravince al torneo ITF di Torhout, ottenendo sia il titolo in singolare che in doppio. A maggio partecipa nel doppio al torneo WTA di Stoccarda ma perde subito al primo turno con Carmen Klaschka e a metà giugno tenta di qualificarsi a Wimbledon, ma perde subito al primo turno. Di compenso al successivo torneo ITF di Kristinehamn arriva in semifinale nel doppio. In seguito tenta senza successo la qualificazione ai tornei di Båstad e Copenaghen e agli US Open, dove si arrende al primo turno contro Irina Falconi. In chiusura d'anno ottiene come miglior risultato la semifinale al torneo ITF di Bratislava.

### 2011
L'anno inizia con la vittoria nel singolare al torneo ITF di Andrezieux-Boutheon contro Stephanie Vogt e dopo due settimane si ferma in finale al torneo di Sutton. Ad aprile si qualifica al torneo WTA di Marbella ma perde subito al primo turno e poi al Roland Garros raggiunge il secondo turno dopo aver battuto Sybille Bammer all'esordio. La Barthel si mette per la prima volta in evidenza in un torneo del WTA Tour a giugno disputando la semifinale del torneo di Copenaghen contro la numero 1 del mondo Caroline Wozniacki. A Wimbledon perde subito al primo turno, così come al torneo di Båstad. A ferragosto perde in finale al torneo ITF di Bronx e agli US Open si ferma al secondo turno contro Chanelle Scheepers. In chiusura d'anno vince il quarto titolo ITF in singolare a Mestre e la settimana dopo replica a Shrewsbury. Infine non si qualifica al torneo di Linz e si ferma al primo turno in doppio a Lussemburgo.

### 2012
Mona Barthel inizia il 2012 disputando il torneo di Auckland. Al primo turno supera Jelena Dokić ma al secondo turno viene eliminata dalla sua connazionale Sabine Lisicki. La settimana seguente si qualifica per il torneo di Hobart. In tale circostanza elimina al primo turno un'altra qualificata l'italo-svizzera Romina Oprandi, al secondo turno la teste di serie numero 2 Anabel Medina Garrigues, ai quarti la nr.4 Jarmila Gajdošová e in semifinale la nr. 5 Angelique Kerber. Il 13 gennaio disputa la finale contro la nr. 1 del torneo Yanina Wickmayer e la batte vincendo così il suo primo torneo in carriera. Agli Australian Open 2012 supera i primi due turni battendo Anne Keothavong e Petra Cetkovská ma perde al terzo turno contro la forte bielorussa Viktoryja Azaranka. Dopo i quarti di finale a Parigi e il secondo turno a Doha e Indian Wells, al WTA Premier di Miami arriva fino al terzo turno dove si arrende alla russa Ekaterina Makarova per 2-6 4-6, dopo aver battuto al secondo turno la serba Jelena Janković con il netto punteggio di 6-0 6-3. Il buon momento della Barthel prosegue a Copenaghen sul duro e Stoccarda sulla terra battuta. In entrambi i tornei raggiunge i quarti di finale: in Danimarca si arrende alla connazionale Angelique Kerber e in Germania ancora una volta in stagione perde da Viktoryja Azaranka e curiosamente tutte e due le sfide si concludono solo al terzo set per 7-5. In particolare la Barthel si mette in gran evidenza nel torneo di casa, dove sconfigge l'ex numero uno al mondo Ana Ivanović e per la prima volta in carriera, una Top Ten, la francese Marion Bartoli con un inequivocabile 6-3, 6-1. Sulla terra blu di Madrid liquida subito la tedesca Julia Görges per 6-4 6-1 e poi si arrende al secondo turno all'ex numero uno, la danese Caroline Wozniacki in due set. Da questo momento comincia per Mona Barthel un periodo di appannamento, un mese tra maggio e giugno che la vede uscire per 5 volte consecutive al primo turno tra terra battuta ed erba, tra cui i tornei del Grande Slam del Roland Garros e Wimbledon. In particolare delude al Roland Garros dove la giovane Lauren Davis le infligge un severo 6-1 6-1. Avara di soddisfazioni anche la stagione sull'erba, tuttavia a Wimbledon Mona Barthel impegna a fondo la russa Vera Zvonarëva, già finalista del torneo, la porta al 3º set, prima di uscire dal campo sconfitta per 2-6 7-6(3) 6-4. Nel doppio arriva al secondo turno con Ashley Fisher. A Båstad raggiunge la semifinale e dopo vari secondi turni a Montréal, Cincinnati e New Haven, agli US Open perde al primo turno nel singolare, mentre al secondo turno nel doppio con Tatjana Maria. Si riprende subito con la semifinale di Québec e poi l'anno si chiude con il secondo turno a Lussemburgo.

### 2013
Ad inizio anno raggiunge subito la semifinale al torneo di Auckland e la settimana dopo a Hobart perde in finale contro Elena Vesnina. Agli Australian Open perde al primo turno in entrambi i tabelloni, mentre al torneo di Parigi conquista il secondo titolo WTA nel singolare. Dopo il quarto turno ad Indian Wells, raggiunge la finale nel doppio a Stoccarda e la vince con Sabine Lisicki. A Roland Garros raggiunge il secondo turno nel doppio e a metà giugno arriva in semifinale al torneo di Birmingham nel doppio con Kristina Mladenovic.  A Wimbledon ripete le prestazioni del Roland Garros e continua ad ottenere risultati medi anche fino agli US Open, dove raggiunge il secondo turno in entrambe le gare. Alla fine dell'anno raggiunge i quarti nel doppio al torneo di Linz.

### 2014
Anche quest'anno arriva in semifinale ad Auckland ma nel doppio. All'Open australiano raggiunge il terzo turno in singolare, mentre al primo turno nel doppio. In seguito non ottiene nessun buon risultato, fino ai quarti al torneo di Norimberga; al Roland Garros si ferma al terzo turno nel singolare, mentre a Wimbledon perde al secondo turno. A luglio vince il terzo titolo WTA in singolare al torneo di Båstad. Agli US Open replica quanto fatto a Wimbledon e a fine settembre si ferma in finale nel doppio a Seul con Mandy Minella. Chiude l'anno con la semifinale a Lussemburgo.

### 2015
Agli Australian Open raggiunge il secondo turno sia nel doppio che in singolare e al successivo torneo di Anversa perde ai quarti di finale contro Barbora Strýcová. In seguito raggiunge il terzo turno a Charleston e fino all'Open di Francia non ottiene buoni risultati. Allo slam francese continua il periodo negativo, infatti perde al primo turno in entrambi i tabelloni. Diversamente a Wimbledon raggiunge il terzo turno nel doppio con Ljudmyla Kičenok e il primo turno nel singolare. Al torneo di Båstad raggiunge la finale nel singolare mentre si ferma in semifinale nel doppio. Buoni risultati arrivano anche al torneo di Stanford, dove raggiunge i quarti sia nel singolare che nel doppio, mentre agli US Open arriva al secondo turno nel doppio e si ferma al terzo turno in singolare. Alla fine dell'anno raggiunge i quarti di finale a Seul, mentre al torneo di Lussemburgo vince il torneo nel doppio con Laura Siegemund e arriva in finale nel singolare.

### 2016
L'anno inizia con i quarti raggiunti ad Hobart, mentre allo slam australiano non passa il primo turno in entrambi i tabelloni. Ritorna a giocare al Roland Garros perdendo subito al primo turno, mentre a Wimbledon raggiunge il secondo turno nel singolare. In seguito non ottiene grandi risultati e agli US Open non passa il primo turno. In chiusura d'anno non va oltre il secondo turno a Seul e Lussemburgo, ma poi raggiunge la semifinale al torneo ITF di Dubai.

### 2017
Ad inizio anno nello slam australiano ottiene il quarto turno nel singolare, perdendo contro Venus Williams, non va oltre il secondo turno poi fino al torneo di Praga, dove vince il quarto titolo WTA nel singolare. A Roma raggiunge il terzo turno mentre al Roland Garros non accede al secondo turno. A Wimbledon vince il primo turno nel doppio ma poi perde in coppia con Anett Kontaveit e agli US Open replica ma in coppia con Carina Witthöft. Chiude l'anno con un secondo turno al torneo di Guangzhou.

### 2018
L'anno inizia con due secondi turni ottenuti agli Australian Open in entrambi i tabelloni; in seguito raggiunge la semifinale al torneo di Budapest. Al Roland Garros si ferma subito al primo turno e la stessa cosa avviene a Wimbledon e agli US Open. In seguito, al torneo WTA 125K Series di Chicago vince il titolo nel doppio e raggiunge la finale in singolare. Alla fine dell'anno raggiunge la semifinale nel doppio a Seul e in singolare a Tashkent.

### 2019
Ad inizio anno, nello slam australiano, non passa il primo turno in entrambi i tabelloni; in seguito raggiunge il quarto turno ad Indian Wells, perdendo contro Venus Williams. Dopo aver partecipato alla Fed Cup per la Germania, vince il titolo nel doppio al torneo di Stoccarda con Ana-Lena Friedsam. A Roma perde subito al primo turno, mentre a Norimberga si ferma al secondo turno.

## Statistiche WTA

### Singolare

#### Vittorie (4)
| Legenda               | Legenda      |
| --------------------- | ------------ |
| Grande Slam (0)       |              |
| Ori Olimpici (0)      |              |
| WTA Finals (0)        |              |
| WTA Elite Trophy (0)  |              |
| Dal 2009 al 2020      | Dal 2021     |
| Premier Mandatory (0) | WTA 1000 (0) |
| Premier 5 (0)         | WTA 1000 (0) |
| Premier (1)           | WTA 500 (0)  |
| International (3)     | WTA 250 (0)  |

| N. | Data            | Torneo                       | Superficie  | Avversaria in finale | Punteggio     |
| 1. | 14 gennaio 2012 | Hobart International, Hobart | Cemento     | Yanina Wickmayer     | 6-1, 6-2      |
| 2. | 3 febbraio 2013 | Open GDF Suez, Parigi        | Cemento (i) | Sara Errani          | 7-5, 7-6(4)   |
| 3. | 20 luglio 2014  | Swedish Open, Båstad         | Terra rossa | Chanelle Scheepers   | 6-3, 7-6(3)   |
| 4. | 6 maggio 2017   | Prague Open, Praga           | Terra rossa | Kristýna Plíšková    | 2-6, 7-5, 6-2 |

#### Sconfitte (3)
| Legenda               | Legenda      |
| --------------------- | ------------ |
| Grande Slam (0)       |              |
| Argenti Olimpici (0)  |              |
| WTA Finals (0)        |              |
| WTA Elite Trophy (0)  |              |
| Dal 2009 al 2020      | Dal 2021     |
| Premier Mandatory (0) | WTA 1000 (0) |
| Premier 5 (0)         | WTA 1000 (0) |
| Premier (0)           | WTA 500 (0)  |
| International (3)     | WTA 250 (0)  |

| N. | Data            | Torneo                       | Superficie  | Avversaria in finale | Punteggio        |
| 1. | 12 gennaio 2013 | Hobart International, Hobart | Cemento     | Elena Vesnina        | 3-6, 4-6         |
| 2. | 19 luglio 2015  | Swedish Open, Båstad         | Terra rossa | Johanna Larsson      | 3-6, 6(2)-7      |
| 3. | 25 ottobre 2015 | Luxembourg Open, Lussemburgo | Cemento (i) | Misaki Doi           | 4-6, 7-6(7), 0-6 |

### Doppio

#### Vittorie (3)
| Legenda               | Legenda      |
| --------------------- | ------------ |
| Grande Slam (0)       |              |
| Ori Olimpici (0)      |              |
| WTA Finals (0)        |              |
| WTA Elite Trophy (0)  |              |
| Dal 2009 al 2020      | Dal 2021     |
| Premier Mandatory (0) | WTA 1000 (0) |
| Premier 5 (0)         | WTA 1000 (0) |
| Premier (2)           | WTA 500 (0)  |
| International (1)     | WTA 250 (0)  |

| N. | Data            | Torneo                        | Superficie      | Partner            | Avversarie in finale                           | Punteggio        |
| 1. | 28 aprile 2013  | Stuttgart Open, Stoccarda     | Terra rossa (i) | Sabine Lisicki     | Bethanie Mattek-Sands Sania Mirza              | 6-4, 7-5         |
| 2. | 25 ottobre 2015 | Luxembourg Open, Lussemburgo  | Cemento (i)     | Laura Siegemund    | Anabel Medina Garrigues Arantxa Parra Santonja | 6-2, 7-6(2)      |
| 3. | 28 aprile 2019  | Stuttgart Open, Stoccarda (2) | Terra rossa (i) | Anna-Lena Friedsam | Anastasija Pavljučenkova Lucie Šafářová        | 2-6, 6-3, [10-6] |

#### Sconfitte (1)
| Legenda               | Legenda      |
| --------------------- | ------------ |
| Grande Slam (0)       |              |
| Argenti Olimpici (0)  |              |
| WTA Finals (0)        |              |
| WTA Elite Trophy (0)  |              |
| Dal 2009 al 2020      | Dal 2021     |
| Premier Mandatory (0) | WTA 1000 (0) |
| Premier 5 (0)         | WTA 1000 (0) |
| Premier (0)           | WTA 500 (0)  |
| International (1)     | WTA 250 (0)  |

| N. | Data              | Torneo           | Superficie | Partner       | Avversarie in finale                 | Punteggio |
| 1. | 21 settembre 2014 | Korea Open, Seul | Cemento    | Mandy Minella | Lara Arruabarrena Irina-Camelia Begu | 3-6, 3-6  |

## Circuito WTA 125

### Singolare

#### Sconfitte (1)
| N. | Data             | Torneo                      | Superficie | Avversaria in finale | Punteggio |
| 1. | 9 settembre 2018 | Chicago Challenger, Chicago | Cemento    | Petra Martić         | 4-6, 1-6  |

### Doppio

#### Vittorie (1)
| N. | Data             | Torneo                      | Superficie | Partner           | Avversarie in finale        | Punteggio |
| 1. | 8 settembre 2018 | Chicago Challenger, Chicago | Cemento    | Kristýna Plíšková | Asia Muhammad Maria Sanchez | 6-3, 6-2  |

#### Sconfitte (1)
| N. | Data           | Torneo                      | Superficie | Partner        | Avversarie in finale          | Punteggio |
| 1. | 21 agosto 2021 | Chicago Challenger, Chicago | Cemento    | Hsieh Yu-chieh | Eri Hozumi Peangtarn Plipuech | 5-7, 2-6  |

## Statistiche ITF

### Singolare

#### Vittorie (8)
| Torneo 100000 $ (0) |
| Torneo 80000 $ (0)  |
| Torneo 75000 $ (1)  |
| Torneo 60000 $ (1)  |
| Torneo 50000 $ (2)  |
| Torneo 40000 $ (0)  |
| Torneo 25000 $ (3)  |
| Torneo 15000 $ (0)  |
| Torneo 10000 $ (1)  |

| N. | Data              | Torneo                                       | Superficie  | Avversaria in finale | Punteggio        |
| 1. | 24 gennaio 2010   | AEGON Pro Series Wrexham, Wrexham            | Cemento (i) | Anne Kremer          | 6-1, 6-1         |
| 2. | 11 aprile 2010    | Torhout Open, Torhout                        | Cemento (i) | Rebecca Marino       | 2-6, 6-4, 6-2    |
| 3. | 23 gennaio 2011   | Open GDF SUEZ 42, Andrézieux-Bouthéon        | Cemento (i) | Stephanie Vogt       | 6-3, 3-6, 6-4    |
| 4. | 18 settembre 2011 | Save Cup, Mestre                             | Terra rossa | Garbiñe Muguruza     | 7-5, 6-2         |
| 5. | 25 settembre 2011 | AEGON Pro Series Shrewsbury, Shrewsbury      | Cemento (i) | Heather Watson       | 6-0, 6-3         |
| 6. | 27 novembre 2022  | Kyotec Open, Pétange                         | Cemento (i) | Darija Snihur        | 7-6(2), 6-2      |
| 7. | 25 novembre 2023  | Raiffeisen ITF Val Gardena Südtirol, Ortisei | Cemento (i) | Diāna Marcinkēviča   | 6-2, 6(6)-7, 6-4 |
| 8. | 3 novembre 2024   | Hamburg Ladies Open, Amburgo                 | Cemento (i) | Sonay Kartal         | 6-4, 7-6(6)      |

#### Sconfitte (10)
| Torneo 100000 $ (0) |
| Torneo 80000 $ (0)  |
| Torneo 75000 $ (0)  |
| Torneo 60000 $ (4)  |
| Torneo 50000 $ (1)  |
| Torneo 35000 $ (0)  |
| Torneo 25000 $ (3)  |
| Torneo 15000 $ (0)  |
| Torneo 10000 $ (2)  |

| N.  | Data             | Torneo                                      | Superficie  | Avversaria in finale | Punteggio           |
| 1.  | 20 luglio 2008   | AEGON Pro Series Frinton, Frinton-on-Sea    | Erba        | Tara Moore           | 7-6(5), 3-6, 6(6)-7 |
| 2.  | 27 luglio 2008   | Thon Hotel Gausdal Future, Gausdal          | Cemento     | Svenja Weidemann     | 2-6, 3-6            |
| 3.  | 6 febbraio 2011  | AEGON Pro Series Sutton, Sutton-in-Ashfield | Cemento (i) | Kristina Mladenovic  | 3-6, 6-1, 2-6       |
| 4.  | 14 agosto 2011   | Emblem Health Bronx Open, The Bronx         | Cemento     | Andrea Hlaváčková    | 6(8)-7, 3-6         |
| 5.  | 14 agosto 2022   | Good to Great Open, Danderyd                | Terra rossa | Brenda Fruhvirtová   | 1-6, 3-6            |
| 6.  | 19 novembre 2022 | HPP Open, Helsinki                          | Cemento (i) | Taylor Ng            | 4-6, 6-2, 6(5)-7    |
| 7.  | 29 gennaio 2023  | Sunderland Pro Series, Sunderland           | Cemento (i) | Greet Minnen         | 2-6, 6-1, 0-6       |
| 8.  | 29 ottobre 2023  | GB Pro-Series Glasgow, Glasgow              | Cemento (i) | Darija Snihur        | 4-6, 4-6            |
| 9.  | 30 marzo 2024    | Open de Seine-et-Marne, Croissy-Beaubourg   | Cemento (i) | Yuriko Miyazaki      | 4-6, 5-7            |
| 10. | 12 maggio 2024   | Empire Slovak Open, Trnava                  | Terra rossa | Moyuka Uchijima      | 6(3)-7, 3-6         |

### Doppio

#### Vittorie (2)
| Torneo 100000 $ (0) |
| Torneo 80000 $ (0)  |
| Torneo 75000 $ (0)  |
| Torneo 60000 $ (0)  |
| Torneo 50000 $ (1)  |
| Torneo 40000 $ (0)  |
| Torneo 25000 $ (1)  |
| Torneo 15000 $ (0)  |
| Torneo 10000 $ (0)  |

| N. | Data           | Torneo                      | Superficie  | Partner          | Avversarie in finale             | Punteggio |
| 1. | 11 aprile 2010 | Torhout Open, Torhout       | Cemento (i) | Justine Ozga     | Hana Birnerova Ekaterina Byčkova | 7-5, 6-2  |
| 2. | 7 maggio 2022  | Bastad Women's Tour, Båstad | Terra rossa | Caijsa Hennemann | Julie Belgraver Fanny Östlund    | 6-1, 6-4  |

#### Sconfitte (4)
| Torneo 100000 $ (0) |
| Torneo 80000 $ (0)  |
| Torneo 75000 $ (0)  |
| Torneo 60000 $ (1)  |
| Torneo 50000 $ (1)  |
| Torneo 40000 $ (0)  |
| Torneo 25000 $ (1)  |
| Torneo 15000 $ (0)  |
| Torneo 10000 $ (1)  |

| N. | Data             | Torneo                                         | Superficie  | Partner          | Avversarie in finale                    | Punteggio        |
| 1. | 27 luglio 2008   | Thon Hotel Gausdal Future, Gausdal             | Cemento     | Svenja Weidemann | Tegan Edwards Marcella Koek             | 6-1, 4-6, [8-10] |
| 2. | 28 febbraio 2010 | Biberach Open, Biberach                        | Cemento (i) | Carmen Klaschka  | Stéphanie Cohen-Aloro Selima Sfar       | 7-5, 1-6, [5-10] |
| 3. | 15 maggio 2021   | Solgironès Open Catalunya, La Bisbal d'Empordà | Terra rossa | Mandy Minella    | Valentina Ivachnenko Andreea Prisăcariu | 3-6, 1-6         |
| 4. | 4 marzo 2022     | Engie Open de Touraine, Joué-lès-Tours         | Cemento (i) | Yanina Wickmayer | Emily Appleton Ali Collins              | 6-2, 4-6, [6-10] |

## Risultati in progressione
| Sigla | Risultato               |
| ----- | ----------------------- |
| V     | Vincitore               |
| F     | Finalista               |
| SF    | Semifinalista           |
| O     | Oro olimpico            |
| A     | Argento olimpico        |
| SF    | Bronzo olimpico         |
| QF    | Quarti di Finale        |
| 4T    | Quarto turno            |
| 3T    | Terzo turno             |
| 2T    | Secondo turno           |
| 1T    | Primo turno             |
| RR    | Round Robin             |
| LQ    | Turno di qualificazione |
| A     | Assente                 |
| ND    | Non disputato           |

| Legenda superfici    |
| -------------------- |
| Cemento              |
| Terra battuta        |
| Erba                 |
| Superficie variabile |

### Singolare
| Torneo                 | 2010 | 2011 | 2012 | 2013 | 2014 | 2015 | 2016 | 2017 | 2018 | 2019 | 2020 | 2021 | 2022 | 2023 | V–S   |
| ---------------------- | ---- | ---- | ---- | ---- | ---- | ---- | ---- | ---- | ---- | ---- | ---- | ---- | ---- | ---- | ----- |
| Tornei del Grande Slam |      |      |      |      |      |      |      |      |      |      |      |      |      |      |       |
| Australian Open        | A    | A    | 3T   | 1T   | 3T   | 2T   | 1T   | 4T   | 2T   | 1T   | Q1   | 2T   | A    | Q1   | 10–9  |
| Open di Francia        | A    | 2T   | 1T   | 1T   | 3T   | 1T   | 1T   | 1T   | 1T   | 1T   | A    | Q2   | A    | Q2   | 3–10  |
| Wimbledon              | Q1   | 1T   | 1T   | 2T   | 2T   | 1T   | 2T   | 1T   | 1T   | 1T   | ND   | 1T   | A    | Q1   | 3–10  |
| US Open                | Q1   | 2T   | 1T   | 2T   | 2T   | 3T   | 1T   | 1T   | 1T   | A    | A    | Q1   | A    | Q1   | 5–8   |
| Vittorie-sconfitte     | 0–0  | 2–3  | 2–4  | 2–4  | 6–4  | 3–4  | 1–4  | 3–4  | 1–4  | 0–3  | 0-0  | 1-2  | 0-0  | 0-0  | 21–37 |

### Doppio
| Tornei del Grande Slam |     |     |     |     |     |     |         |         |         |         |         |         |       |
| Australian Open        | 1T  | 1T  | 1T  | 2T  | 1T  | A   | 2T      | 1T      | A       | 2T      | A       | A       | 3–8   |
| Open di Francia        | 1T  | 2T  | 1T  | 1T  | A   | 1T  | Assente | Assente | Assente | Assente | Assente | Assente | 1–5   |
| Wimbledon              | 1T  | 1T  | 1T  | 3T  | 1T  | 2T  | A       | 1T      | ND      | 2T      | A       | A       | 4–8   |
| US Open                | 2T  | 2T  | 1T  | 2T  | 1T  | 2T  | Assente | Assente | Assente | Assente | Assente | Assente | 4–6   |
| Vittorie-sconfitte     | 1–4 | 2–4 | 0–4 | 4–4 | 0–3 | 2–3 | 1–1     | 0–2     | 0-0     | 2-2     | 0-0     | 0-0     | 12–27 |

### Doppio misto
| Tornei del Grande Slam |         |         |         |         |         |         |         |         |         |         |         |         |     |
| Australian Open        | Assente | Assente | Assente | Assente | Assente | Assente | Assente | Assente | Assente | Assente | Assente | Assente | 0-0 |
| Open di Francia        | Assente | Assente | Assente | Assente | Assente | Assente | Assente | Assente | Assente | Assente | Assente | Assente | 0-0 |
| Wimbledon              | 2T      | 1T      | Assente | Assente | Assente | Assente | Assente | Assente | Assente | Assente | Assente | Assente | 1-2 |
| US Open                | Assente | Assente | Assente | Assente | Assente | Assente | Assente | Assente | Assente | Assente | Assente | Assente | 0-0 |
| Vittorie-sconfitte     | 1–1     | 0–1     | 0–0     | 0–0     | 0–0     | 0–0     | 0–0     | 0–0     | 0–0     | 0–0     | 0–0     | 0–0     | 1–2 |

## Vittorie contro giocatrici Top 10
| Stagione | 2012 | 2013 | 2014 | 2015 | Totale |
| Vittorie | 1    | 3    | 0    | 1    | 5      |

| #    | Giocatrice         | Ranking | Evento                     | Superficie      | Turno | Punteggio     | Rank. MBR |
| ---- | ------------------ | ------- | -------------------------- | --------------- | ----- | ------------- | --------- |
| 2012 |                    |         |                            |                 |       |               |           |
| 1.   | Marion Bartoli (1) | 7       | Stuttgart Open, Stoccarda  | Terra rossa (i) | 2T    | 6-3, 6-1      | 35        |
| 2013 |                    |         |                            |                 |       |               |           |
| 2.   | Marion Bartoli (2) | 10      | Open Gaz de France, Parigi | Cemento (i)     | QF    | 7-6(7), 6-4   | 45        |
| 3.   | Sara Errani        | 7       | Open Gaz de France, Parigi | Cemento (i)     | F     | 7-5, 7-6(4)   | 45        |
| 4.   | Angelique Kerber   | 6       | Qatar Ladies Open, Doha    | Cemento         | 2T    | 6-1, 6-2      | 32        |
| 2015 |                    |         |                            |                 |       |               |           |
| 5.   | Eugenie Bouchard   | 7       | Diamond Games, Anversa     | Cemento (i)     | 2T    | 4-6, 6-1, 6-2 | 42        |